# 優耶YAMBASU
優耶YAMBASU（ユウヤヤンバス）は、鹿児島県のアンダーグラウンドを代表する画家、芸術家、プロデューサー。ハイブリッド・イベント「ドラゴン」の代表。

## 経歴
• 2011年から赤塚学園タラデザイン専門学校高等部で芸術を学ぶ。
• 2015年 - 初個展「HAN展」開催。
• 2016年～2018年まで個展は開催していたが作品が売れることがなかった。
• 2020年2月 - 個展「自画像」開催。
• 2020年8月 - 個展「mad summer yambasu」開催。日本における2019年コロナウイルス感染症による社会・経済的影響で娯楽が制限されている状況を受け、「夏に怒っている僕」をコンセプトとしている。また初めての画集「dirthy of yambasu」を制作、同展で見本を展示した。
• 2020年11月 - リハーサルスタジオWALK INN STUDIO!とのコラボ物販のロングTシャツを発表。
• 2021年1月 - 個展「SAD YAMBASU」開催。
• 2021年2月 - イラストレーターのヨシサコツバサとの二人展「SAD or POP」開催。
• 2021年3月 - ロックバンドSIX LOUNGEの楽曲「IN FIGHT」のミュージック・ビデオでメンバーにフェイスペイントをするアートワークを担当している。
• 2021年3月 - 突如、公式Instagramがアカウントロックされる。
• 2021年7月 - イベント「優耶YAMBASUの300枚ドローイング描き終えるまで帰れません！」を開催。
同イベントにて8時間で360枚のドローイング作品を描き終えた。
• 2021年7月 - 滋賀県のイラストレーターMr. Fuck Style による初の個展
「I am Mr. Fuck Style」をプロデュース。
• 2022年1月 - 画家のダイポッピンとの合同展「ペインティングエキシビション　ダイポッピン&優耶YAMBASU　GOODVibes」開催。
• 2022年7月 - 個展「悪党の画」開催。
• 2022年11月 - イベント「ドラゴン」を総合プロデュース。
• 2023年9月 - イベント「ドラゴン＃2」を総合プロデュース。
• 2023年9月 - 個展「YAMBASU画家でその上パパ」開催。
• 2024年3月 - ニューウェーブバンドSlow Motion Dazeボーカル大野民生の「Ohno Tamio pre. Things Behind The Sunニューアルバム ambi(val)ent 発表記念祝典」にて内装・衣装をプロデュース。
• 2024年8月 - 個展「やんばすのそこまで描いて委員会」開催。
• 2024年12月 - イベント「ドラゴン＃3」を総合プロデュース。
個展「自画像」から徐々に鹿児島のアートシーンで活躍するようになった。